# Maraton w Koszycach

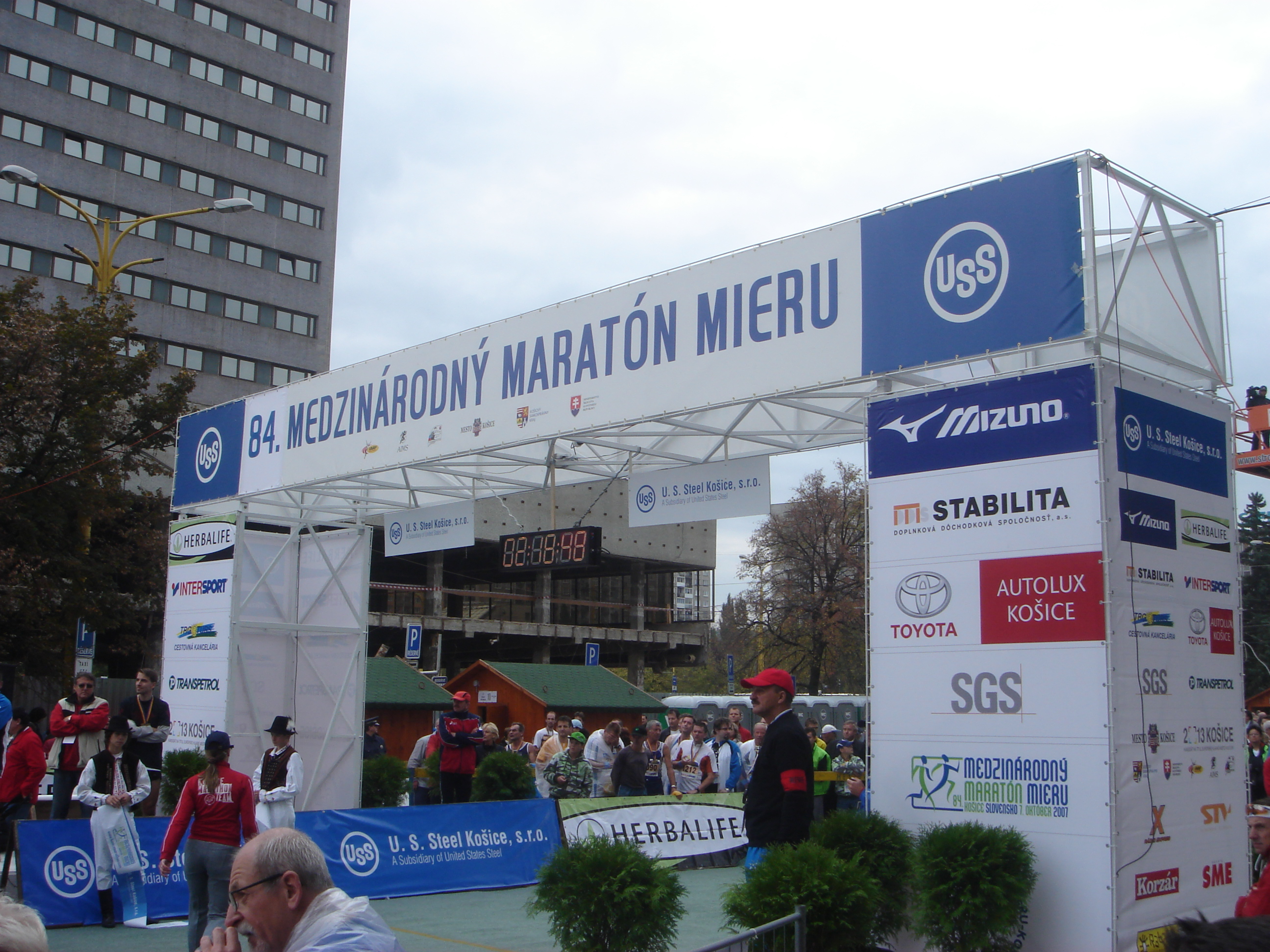
Meta maratonu w Koszycach w 2007 roku

Maraton w Koszycach, Medzinárodný maratón mieru (pol. Międzynarodowy maraton pokoju) – maratoński bieg uliczny rozgrywany co roku na ulicach Koszyc, na Słowacji. Pierwsza edycja biegu odbyła się 28 października 1924 roku, co czyni go najstarszym maratonem w Europie.
Od 1980 roku w zawodach uczestniczą także kobiety. Impreza odbywa się co roku w październiku (w latach 1942–1944 i 1990 zawody rozegrano we wrześniu, a w roku 1964 – w sierpniu), jedynie w latach 1938 i 1940 zawody nie odbyły się. W latach 1939 oraz 1941–1944 maraton odbył się podczas gdy Koszyce znajdowały się pod węgierską administracją.

## Lista zwycięzców
Lista zwycięzców maratonu w Koszycach:
| Edycja | Data                 | Zwycięzca wśród mężczyzn | Kraj                  | Czas                  | Zwyciężczyni wśród kobiet | Kraj                  | Czas                  |
| ------ | -------------------- | ------------------------ | --------------------- | --------------------- | ------------------------- | --------------------- | --------------------- |
| 97     | 2 października 2022  | Reuben Kiprop Kerio      | Kenia                 | 2:07:16               | Margaret Agai             | Kenia                 | 2:24:04               |
| 96     | 3 października 2021  | Reuben Kiprop Kerio      | Kenia                 | 2:07:18               | Ayuntu Kumela Tadesse     | Etiopia               | 2:24:35               |
| 95     | 4 października 2020  | Marek Hladik             | Słowacja              | 2:26:08               | Petra Pastorova           | Czechy                | 2:52:11               |
| 94     | 6 października 2019  | Hillary Kipsambu         | Kenia                 | 2:09:33               | Kumeshi Sichala Deressa   | Etiopia               | 2:26:01               |
| 93     | 7 października 2018  | Raymond Kipchumba Choge  | Kenia                 | 2:08:11               | Milliam Naktar Ebongon    | Kenia                 | 2:27:16               |
| 92     | 1 października 2017  | Reuben Kiprop Kerio      | Kenia                 | 2:08:12               | Cheila Jerotich           | Kenia                 | 2:27:34               |
| 91     | 2 października 2016  | David Kiyeng             | Kenia                 | 2:08:58               | Chaltu Waka               | Etiopia               | 2:32:20               |
| 90     | 4 października 2015  | Samuel Kosgei            | Kenia                 | 2:07:07               | Melka Mulu                | Etiopia               | 2:35:33               |
| 89     | 5 października 2014  | Gilbert Chepkwony        | Kenia                 | 2:08:26               | Lydia Jerotich            | Kenia                 | 2:28:48               |
| 88     | 6 października 2013  | Patrick Korir            | Kenia                 | 2:09:36               | Ashete Bekele             | Etiopia               | 2:27:47               |
| 87     | 7 października 2012  | Lawrence Kimaiyo         | Kenia                 | 2:07:01               | Hellen Mugo               | Kenia                 | 2:29:59               |
| 86     | 2 października 2011  | Elijah Kemboi            | Kenia                 | 2:11:15               | Maryna Damantsevich       | Białoruś              | 2:33:53               |
| 85     | 3 października 2010  | Gilbert Chepkwony        | Kenia                 | 2:08:33               | Almaz Alemu               | Etiopia               | 2:36:35               |
| 84     | 4 października 2009  | Jacob Chesire            | Kenia                 | 2:10:59               | Olena Burkovska           | Ukraina               | 2:30:50               |
| 83     | 5 października 2008  | Dejene Yirdaw            | Etiopia               | 2:10:51               | Selina Chelimo            | Kenia                 | 2:34:23               |
| 82     | 7 października 2007  | William Biama            | Kenia                 | 2:09:53               | Natallia Kravets-Kulesh   | Białoruś              | 2:34:50               |
| 81     | 1 października 2006  | Edwin Kiptum             | Kenia                 | 2:12:53               | Natallia Kravets-Kulesh   | Białoruś              | 2:36:47               |
| 80     | 2 października 2005  | David Maiyo              | Kenia                 | 2:16:07               | Edyta Lewandowska         | Polska                | 2:37:48               |
| 79     | 3 października 2004  | Adam Dobrzyński          | Polska                | 2:12:35               | Rika Tabashi              | Japonia               | 2:33:52               |
| 78     | 5 października 2003  | Grigoriy Andreyev        | Rosja                 | 2:13:24               | Alena Mazouka             | Białoruś              | 2:39:23               |
| 77     | 6 października 2002  | David Kariuki            | Kenia                 | 2:12:40               | Tadelech Birra            | Etiopia               | 2:36:49               |
| 76     | 7 października 2001  | David Kariuki            | Kenia                 | 2:13:27               | Galina Zhulyeva           | Ukraina               | 2:36:55               |
| 75     | 1 października 2000  | Ernest Kipyego           | Kenia                 | 2:14:35               | Ivana Martincová          | Czechy                | 2:46:17               |
| 74     | 3 października 1999  | Róbert Štefko            | Słowacja              | 2:14:10               | Katarína Jedináková       | Słowacja              | 2:55:39               |
| 73     | 4 października 1998  | Andrzej Krzyścin         | Polska                | 2:14:29               | Wioletta Uryga            | Polska                | 2:46:23               |
| 72     | 4 października 1997  | My Tahar Echchadli       | Maroko                | 2:16:22               | Wioletta Uryga            | Polska                | 2:38:56               |
| 71     | 6 października 1996  | Marnix Goegebeur         | Belgia                | 2:17:41               | Gouzel Tazetdinova        | Rosja                 | 2:44:28               |
| 70     | 1 października 1995  | Marnix Goegebeur         | Belgia                | 2:13:57               | Gouzel Tazetdinova        | Rosja                 | 2:43:03               |
| 69     | 2 października 1994  | Petr Pipa                | Słowacja              | 2:15:03               | Ľudmila Melicherová       | Słowacja              | 2:40:27               |
| 68     | 3 października 1993  | Wiesław Pałczyński       | Polska                | 2:14:11               | Elena Plastinina          | Ukraina               | 2:42:11               |
| 67     | 4 października 1992  | Wiesław Pałczyński       | Polska                | 2:16:24               | Dana Hajná                | Czechosłowacja        | 2:43:27               |
| 66     | 6 października 1991  | Vlastimil Bukovjan       | Czechosłowacja        | 2:18:21               | Marika Starowská          | Czechosłowacja        | 2:46:00               |
| 65     | 30 września 1990     | Nikolaj Kolesnikov       | ZSRR                  | 2:20:28               | Carol McLatchie           | Stany Zjednoczone     | 2:46:00               |
| 64     | 1 października 1989  | Karel David              | Czechosłowacja        | 2:18:39               | Alena Peterková           | Czechosłowacja        | 2:31:28               |
| 63     | 2 października 1988  | Michael Heilmann         | RFN                   | 2:17:52               | Christa Vahlensieck       | RFN                   | 2:39:03               |
| 62     | 4 października 1987  | Jörg Peter               | RFN                   | 2:14:59               | Christa Vahlensieck       | RFN                   | 2:38:40               |
| 61     | 5 października 1986  | František Višnický       | Czechosłowacja        | 2:18:43               | Christa Vahlensieck       | RFN                   | 2:41:08               |
| 60     | 6 października 1985  | Valentin Starikov        | ZSRR                  | 2:17:13               | Lutsia Belyayeva          | ZSRR                  | 2:38:19               |
| 59     | 7 października 1984  | Dong-Myong Lee           | Korea Północna        | 2:18:59               | Christa Vahlensieck       | RFN                   | 2:36:56               |
| 58     | 2 października 1983  | František Višnický       | Czechosłowacja        | 2:16:52               | Raisa Sadreydinova        | ZSRR                  | 2:34:41               |
| 57     | 3 października 1982  | György Sinkó             | Węgry                 | 2:18:48               | Gillian Burley            | Wielka Brytania       | 2:43:26               |
| 56     | 4 października 1981  | Hans-Joachim Truppel     | RFN                   | 2:16:58               | Christa Vahlensieck       | RFN                   | 2:37:46               |
| 55     | 5 października 1980  | Aleksey Lyagushev        | ZSRR                  | 2:15:25               | Šárka Balcarová           | Czechosłowacja        | 2:50:15               |
| 54     | 7 października 1979  | Jouni Kortelainen        | Finlandia             | 2:15:12               | –                         | –                     | –                     |
| 53     | 1 października 1978  | Chun-Son Go              | Korea Północna        | 2:13:34.5             | –                         | –                     | –                     |
| 52     | 2 października 1977  | Chun-Son Go              | Korea Północna        | 2:15:19.4             | –                         | –                     | –                     |
| 51     | 3 października 1976  | Takeshi So               | Japonia               | 2:18:42.4             | –                         | –                     | –                     |
| 50     | 5 października 1975  | Chang-Sop Cho            | Korea Północna        | 2:15:47.8             | –                         | –                     | –                     |
| 49     | 6 października 1974  | Keith Angus              | Wielka Brytania       | 2:20:10               | –                         | –                     | –                     |
| 48     | 7 października 1973  | Vladimir Moiseyev        | ZSRR                  | 2:19:01.2             | –                         | –                     | –                     |
| 47     | 8 października 1972  | John Farrington          | Australia             | 2:17:34.4             | –                         | –                     | –                     |
| 46     | 3 października 1971  | Gyula Tóth               | Węgry                 | 2:21:43.6             | –                         | –                     | –                     |
| 45     | 4 października 1970  | Mikhail Goryelov         | ZSRR                  | 2:16:26.2             | –                         | –                     | –                     |
| 44     | 5 października 1969  | Demissie Wolde           | Etiopia               | 2:15:37.0             | –                         | –                     | –                     |
| 43     | 28 października 1968 | Václav Chudomel          | Czechosłowacja        | 2:26:28.4             | –                         | –                     | –                     |
| 42     | 1 października 1967  | Nedo Farčić              | Jugosławia            | 2:20:53.8             | –                         | –                     | –                     |
| 41     | 2 października 1966  | Gyula Tóth               | Węgry                 | 2:19:11.2             | –                         | –                     | –                     |
| 40     | 3 października 1965  | Aurèle Vandendriessche   | Belgia                | 2:23:47.0             | –                         | –                     | –                     |
| 39     | 8 sierpnia 1964      | Pavel Kantorek           | Czechosłowacja        | 2:25:55.4             | –                         | –                     | –                     |
| 38     | 13 października 1963 | Buddy Edelen             | Stany Zjednoczone     | 2:15:09.6             | –                         | –                     | –                     |
| 37     | 7 października 1962  | Pavel Kantorek           | Czechosłowacja        | 2:28:29.8             | –                         | –                     | –                     |
| 36     | 8 października 1961  | Abebe Bikila             | Etiopia               | 2:20:12.0             | –                         | –                     | –                     |
| 35     | 9 października 1960  | Samuel Hardicker         | Wielka Brytania       | 2:26:46.8             | –                         | –                     | –                     |
| 34     | 11 października 1959 | Siergiej Popow           | ZSRR                  | 2:17:45.2             | –                         | –                     | –                     |
| 33     | 12 października 1958 | Pavel Kantorek           | Czechosłowacja        | 2:29:37.2             | –                         | –                     | –                     |
| 32     | 13 października 1957 | Iwan Filin               | ZSRR                  | 2:23:57.8             | –                         | –                     | –                     |
| 31     | 7 października 1956  | Thomas Nilsson           | Szwecja               | 2:22:05.4             | –                         | –                     | –                     |
| 30     | 16 października 1955 | Evert Nyberg             | Szwecja               | 2:25:40               | –                         | –                     | –                     |
| 29     | 10 października 1954 | Erkki Puolakka           | Finlandia             | 2:27:21               | –                         | –                     | –                     |
| 28     | 18 października 1953 | Walter Bednář            | Czechosłowacja        | 2:53:33               | –                         | –                     | –                     |
| 27     | 5 października 1952  | Erkki Puolakka           | Finlandia             | 2:29:10               | –                         | –                     | –                     |
| 26     | 28 października 1951 | Jaroslav Štrupp          | Czechosłowacja        | 2:41:07.8             | –                         | –                     | –                     |
| 25     | 29 października 1950 | Gösta Leandersson        | Szwecja               | 2:31:20.2             | –                         | –                     | –                     |
| 24     | 23 października 1949 | Martti Urpalainen        | Finlandia             | 2:33:45.6             | –                         | –                     | –                     |
| 23     | 28 października 1948 | Gösta Leandersson        | Szwecja               | 2:34:46.4             | –                         | –                     | –                     |
| 22     | 28 października 1947 | Charles Heirendt         | Luksemburg            | 2:36:06.0             | –                         | –                     | –                     |
| 21     | 28 października 1946 | Mikko Hietanen           | Finlandia             | 2:35:02.4             | –                         | –                     | –                     |
| 20     | 28 października 1945 | Antonín Špiroch          | Czechosłowacja        | 2:47:21.8             | –                         | –                     | –                     |
| 19     | 9 września 1944      | Rezsö Kövári             | Węgry                 | 2:58:49               | –                         | –                     | –                     |
| 18     | 19 września 1943     | Géza Kiss                | Węgry                 | 2:50:14.0             | –                         | –                     | –                     |
| 17     | 13 września 1942     | József Kiss              | Węgry                 | 3:02:27               | –                         | –                     | –                     |
| 16     | 12 października 1941 | József Gyimesi           | Węgry                 | 2:56:17.8             | –                         | –                     | –                     |
| –      | 1940                 | Zawodów nie rozegrano    | Zawodów nie rozegrano | Zawodów nie rozegrano | Zawodów nie rozegrano     | Zawodów nie rozegrano | Zawodów nie rozegrano |
| 15     | 1 października 1939  | József Kiss              | Węgry                 | 2:47:47.6             | –                         | –                     | –                     |
| –      | 1938                 | Zawodów nie rozegrano    | Zawodów nie rozegrano | Zawodów nie rozegrano | Zawodów nie rozegrano     | Zawodów nie rozegrano | Zawodów nie rozegrano |
| 14     | 28 października 1937 | Désiré Leriche           | Francja               | 2:43:41.7             | –                         | –                     | –                     |
| 13     | 28 października 1936 | György Balaban           | Austria               | 2:41:08               | –                         | –                     | –                     |
| 12     | 28 października 1935 | Arturs Motmillers        | Łotwa                 | 2:44:58               | –                         | –                     | –                     |
| 11     | 28 października 1934 | Josef Šulc               | Czechosłowacja        | 2:41:26.3             | –                         | –                     | –                     |
| 10     | 28 października 1933 | József Galambos          | Węgry                 | 2:37:54               | –                         | –                     | –                     |
| 9      | 28 października 1932 | József Galambos          | Węgry                 | 2:43:15               | –                         | –                     | –                     |
| 8      | 28 października 1931 | Juan Carlos Zabala       | Argentyna             | 2:33:19               | –                         | –                     | –                     |
| 7      | 28 października 1930 | Istvàn Zelenka           | Węgry                 | 2:50:59               | –                         | –                     | –                     |
| 6      | 28 października 1929 | Paul Hempel              | Rzesza Niemiecka      | 2:51:31               | –                         | –                     | –                     |
| 5      | 28 października 1928 | József Galambos          | Węgry                 | 2:55:45               | –                         | –                     | –                     |
| 4      | 28 października 1927 | József Galambos          | Węgry                 | 2:48:25.2             | –                         | –                     | –                     |
| 3      | 28 października 1926 | Paul Hempel              | Rzesza Niemiecka      | 2:57:02               | –                         | –                     | –                     |
| 21     | 28 października 1925 | Pál Király               | Węgry                 | 2:41:55               | –                         | –                     | –                     |
| 1      | 28 października 1924 | Karol Halla              | Czechosłowacja        | 3:01:35               | –                         | –                     | –                     |